# Odanku
Odanku (nep. ओडानकु) – gaun wikas samiti w zachodniej części Nepalu w strefie Karnali w dystrykcie Kalikot. Według nepalskiego spisu powszechnego z 2011 roku liczył on 638 gospodarstw domowych i 3736 mieszkańców (1828 kobiet i 1908 mężczyzn).